# Страхув (Мазовецьке воєводство)
Страхув (пол. Strachów) — село в Польщі, у гміні Ядув Воломінського повіту Мазовецького воєводства.
Населення — 165 осіб (2011).
У 1975-1998 роках село належало до Седлецького воєводства.

## Демографія
Демографічна структура станом на 31 березня 2011 року:
|          | Загалом | Допрацездатний вік | Працездатний вік | Постпрацездатний вік |
| -------- | ------- | ------------------ | ---------------- | -------------------- |
| Чоловіки | 85      | 14                 | 59               | 12                   |
| Жінки    | 80      | 13                 | 43               | 24                   |
| Разом    | 165     | 27                 | 102              | 36                   |